# Bockhällan
Bockhällan is een Zweeds eiland behorend tot de Lule-archipel. Het eiland ligt in een baai aan de zuidkant van het eiland Halsön. Het heeft geen vaste oeververbinding. Op het eiland staat een aantal zomerhuisjes.